# Ignacio García Camacho
Ignacio García Camacho (Cieza, 4 d'agost de 1968) va ser un ciclista espanyol professional entre 1991 i 1998. Sempre va córrer a les files de l'equip Kelme, fins que una lesió l'obligà a retirar-se amb sols 30 anys.
En el seu palmarès destaca el Campionat d'Espanya de ciclisme en ruta que aconseguí el 1993 per davant de Miguel Indurain.
En retirar-se com a ciclista professional va continuar vinculat al ciclisme com a periodista esportiu retransmetent la Volta a Múrcia i la Volta a Espanya per a la cadena COPE. Durant un temps es dedicà a la política, sent regidor d'esports de la seva vila nadiua.

## Palmarès
- 1990
  - 1r a la Volta al Bidasoa
- 1991
  - Vencedor d'una etapa a la Vuelta a los Valles Mineros
- 1993
  -  Campió d'Espanya de ciclisme en ruta
  - Vencedor d'una etapa a la Volta a Aragó
- 1995
  - 1r al Memorial Manuel Galera
- 1997
  - Vencedor d'una etapa a la Volta a Múrcia

### Resultats a la Volta a Espanya
- 1993. 106è de la classificació general
- 1994. 16è de la classificació general
- 1995. 54è de la classificació general
- 1996. 91è de la classificació general

### Resultats al Giro d'Itàlia
- 1995. 70è de la classificació general
- 1996. 72è de la classificació general

### Resultats al Tour de França
- 1994. Abandona (14a etapa)